# Gottlieb Friedrich Christmann
Gottlieb Friedrich Christmann (1752 - 1836) foi um botânico alemão.